# Mizonocara kusnetzovae
Mizonocara kusnetzovae är en insektsart som beskrevs av Umnov 1931. Mizonocara kusnetzovae ingår i släktet Mizonocara och familjen gräshoppor. Inga underarter finns listade i Catalogue of Life.